# Ester Apéria-Lemon

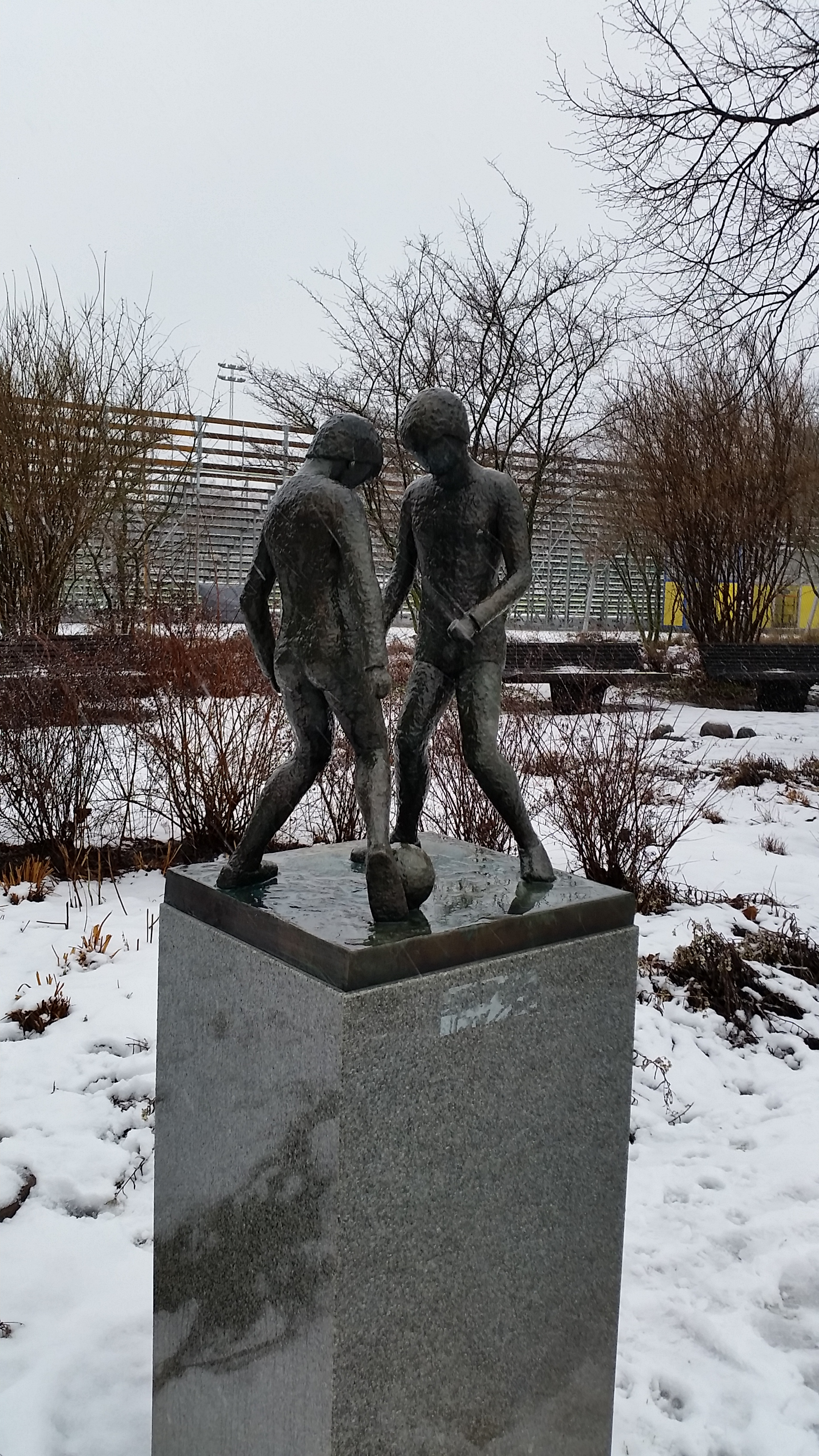
Fotbollsspelare (1987)

Ester (Essie) Stridlar Apéria-Lemon, född 19 februari 1908 i Stockholm (folkbokförd i Skedevi, Östergötland), död 23 december 1997 i Råsunda, var en svensk skulptör.
Hon var dotter till fabrikören Max Apéria och Rebecka, född Ammerman, samt syster till konstnären Hélène Apéria-Meurling. Apéria-Lemon var gift 1940–1965 med direktören Erik Lemon (1916–1985). Hon studerade skulptur vid Stockholms konstskola och hon tilldelades stipendium från Konstakademien och Solna kommun. Hon medverkade med sina skulpturer vid ett flertal separat och samlingsutställningar i Sverige. Hon var medlem i konstnärsgruppen Grupp Solna. Hennes skulpturer består av människor gestaltade i traditionell form. Apéria-Lemon är representerad i Solna kommun.
Apéria-Lemon är begravd på Södra judiska begravningsplatsen i Stockholm.